# Ana Juan
Ana Juan (Valencia, 1961) es una ilustradora española, Premio Nacional de Ilustración 2010.

## Biografía

### Inicios profesionales
Licenciada en Bellas Artes por la Universidad Politécnica de Valencia en 1982, empezó a colaborar al año siguiente con las revistas La Luna de Madrid y Madriz, aportando para ellas sus únicas historietas hasta la fecha, todas en blanco negro y de tintes expresionistas. 
En 1988 realizó su primera exposición individual en la Galería Notuno de Ginebra. 
En 1994 pasó tres meses en Japón, becada por la Editorial Kodansha.

### El salto internacional (1995-2001)
En 1995, apareció su primera portada en The New Yorker, a la que seguirían muchas más.
Durante dos años consecutivos (1998 y 1999), obtuvo la Medalla de Oro en la categoría de ilustración de la Society of Newspaper Design.
Publicó en 2001 sus libros Amantes (1000editions) y Snowhite (Edicions de Ponent).

### La literatura infantil (2001-presente)
Desde 2002, con Frida se ha centrado en la ilustración de libros infantiles, incluyendo también algunos escritos por ella: Comenoches (2004) y The pet shop revolution (2010). Participó también en la exposición colectiva El Texto Iluminado, organizada por la Fundación Germán Sánchez Ruipérez.
El 24 de septiembre de 2010, el Ministerio de Cultura le concedió el Premio Nacional de Ilustración.

## Premios y becas
- 1984 Mejor portada del año, Salón del Cómic, Barcelona, Revista MADRIZ nº 3
- 1988 Trofeo Laus a la mejor ilustración comercial, Paga tú
- 1995, 1996, 1997 y 1998 Silver Medal, Society of Newspaper Design, categoría de ilustración
- 1996, 1997 y 1998 Gold Medal, Society of Newspaper Design, categoría de ilustración
- 1996, 1997 y 1998 Premio de excelencia, Society of Newspaper Design, USA 1996, Art and Illustration portfolio / Two or more colors
- 2001 Premio de la Consejería de Cultura, Educación y Ciencia de la Generalidad Valenciana, Libro en castellano mejor ilustrado, para Snowhite, Edicions de Ponent[6]
- 2005 Premio Ezra Jack Keats, USA, The Night Eater, Arthur Levine Books[7]
- 2007 Premio Junceda de Ilustración, Categoría Junceda Iberia, para For you are a kenyan child, Simon & Schuster
- 2007-2008 Premio por el mejor libro publicado en la Comunidad valenciana categoría mejor libro publicado en castellano, Demeter, Edicions de Ponent[8]
- 2009 Premio CCEI de Ilustración, Lista de honor, categoría Ilustración, para Bibi y las bailarinas, Alfaguara[9]
- 2010 Premio Nacional de Ilustración, Ministerio de Cultura de España
- 2012 Medalla de Sant Carles, Facultad de Bellas Artes, Valencia[10]
- 2017 Premio ADCV ORO, categoría “Nuevos Medios: instalaciones” para la exposición interactiva “Ana Juan. Dibujando al otro lado” (con Melani Lleonart y Álvaro Sanchis - UNIT experimental)[11]
- 2017 Premio ADCV ORO, categoría “Nuevos Medios: videojuegos” para el proyecto “Earthland, Snowhite’s Mystery Tale” (con Unit Experimental)[11]
- 2020 Premio Gràffica[12]

## Exposiciones

### Exposiciones individuales
- 1988 Galerie Notuno, Ginebra
- 1989 Galería Mama Graf, Sevilla
- 1992 “Obra gráfica”, Galería del Progreso, Madrid
- 1992 121 Green Street Gallery, New York
- 1993 “Obra gráfica”, Galería Viciana, Valencia
- 1993 “Obra gráfica”, Galería Bubión, Granada
- 1993 “Obra gráfica”, Galería Jordi Barnadas, Barcelona
- 1993 Galería del Progreso, Madrid
- 1994 Art Miami. 121 Green Street Gallery, New York
- 1997 Galería Taller Mayor 28, Madrid
- 1997 Galería Tiempos Modernos, Madrid
- 1998 “Escultura”, Galería Tiempos Modernos, Madrid
- 1999 Ayuntamiento de Bellreguard, Casa de cultura, Valencia
- 1999 Galería Sen, Madrid
- 2000 Artexpo 2000, Galería María José Castellví, Barcelona
- 2005 “Cor i Foscor”, Casal Solleric, Palma de Mallorca
- 2011 “Snowhite’s Secret Box”, Museo ABC, Madrid
- 2012 “Snowhite’s Secret Box”, Pinacoteca Nacional de Bolonia, Bolonia
- 2014 T-Site Dainkanyama, Tokio
- 2014 “Ana Juan. Carteles 2002-2014”, La factoría de papel, Madrid
- 2014 “Amantes”, “Carmilla”, “Frida” y “Snowhite”, Museo de la ciudad, Querétaro
- 2017 “Ana Juan. Dibujando al otro lado”, Museo ABC, Madrid (exposición interactiva organizada conjuntamente con el grupo UNIT Experimental de la Universitat Politècnica de València)[13]
- 2017 “El hombre del traje negro”, exposición de los dibujos originales, Panta Rhei, Madrid
- 2019 “Anna dei miracoli”. Exposición al aire libre por #logosedizioni y CHEAP, via Indipendenza y via San Giuseppe, Bologna
- 2023 “Ana Juan. La grande battaglia”, Complesso San Paolo, Modena[14]

### Exposiciones colectivas
- 1991 “Arco 91”, Ediciones Dos Negritos, Madrid
- 1992 “Collage”, Galería del Progreso, Madrid
- 1993 “El canto de la tripulación”, Galería Detursa, Madrid
- 1993 “10° aniversario”, Galería Viciana, Valencia
- 1993 “Bestiario”, Galería del Progreso, Madrid
- 1994 “El muro de Woodstock”, Woodstock94, Woodstock
- 1995 “Falsos originales”, Galería Maeght, Barcelona
- 1995 “L’Homme sans tête”, Galería Michel Lagarde, París
- 1995 “El objeto del arte”, Fundación Juan March, Cuenca
- 1999 “Tango”, Galería Contours, Hamburgo
- 2001 “Arco 2001”, Galería Sen, Madrid
- 2001 “Los cuatro sentidos”, Galería María José Castellví, Barcelona
- 2001 “La elegancia del espíritu”, Galería María José Castellví, Barcelona
- 2001 “Mi mejor amigo”, Galería Sen, Madrid
- 2001 “Tipos Ilustrados”, CROMOTEX , Madrid
- 2012 “Les couvertures du New Yorker”, Galerie Martel, París
- 2016 “Sobras de arte”, La factoría de papel, Madrid
- 2017 “Sobras de arte”, La factoría de papel, Madrid
- 2017 “El tercer año”, La factoría de papel, Madrid
- 2017 “Fanzination. Los fanzines de cómic en España”, Institut Valencià d'Art Modern (IVAM), Valencia[13]
- 2017 “Los siete pecados capitales”, Espai Refugi, Galería Shiras, Valencia
- 2017–18 “Pasa página. Una invitación a la lectura”, Museo Biblioteca Nacional de España, Madrid
- 2018 “Under the Influence: The Private Collection of  Peter de Sève”, Society of Illustrators, New York[15]
- 2019 “Milagros”, Instituto Cervantes, Roma (con Roger Olmos)
- 2019 “Milagros”, Instituto Cervantes – Napoli (con Roger Olmos)
- 2020 “The Turn of the Screw” – exposición online
- 2020 “Bestiario para después de…” – La factoría de papel, Madrid

## Libros publicados
- 2001, Amantes, 1000 editions, España
- 2001, Snowhite, Edicions de Ponent, España
- 2002, Frida (textos de Jonah Winter), Arthur Levine Books, USA
- 2004, Elena’s Serenade (textos de Campbell Geeslin), Simon & Schuster, USA
- 2004, The Night Eater, Arthur Levine Books, USA
- 2006, For You Are a Kenyan Child (textos de Kelly Cunnane), Simon & Schuster, USA
- 2007, Demeter (textos de Bram Stoker), Edicions de Ponent, España
- 2007, The Jewel Box Ballerinas (textos de Monique de Varennes), Schwartz & Wade Books, Random House, USA
- 2008, Bibi y las bailarinas (textos de Monique de Varennes), Alfaguara, España
- 2008, The Elephant Wish (textos de Lou Berger), Schwartz & Wade Books, Random House, New York, USA
- 2008, Cuentos esenciales (textos de Guy de Maupassant, traducción de José Ramón Monreal), Literatura Random House, España
- 2010, Amantes (traducción de Fabio Regattin), #logosedizioni, Italia
- 2010, Circus, #logosedizioni, Italia
- 2010, L’isola (textos de Matz Mainka, traducción de Antonella Lami), #logosedizioni, Italia
- 2011, The Girl Who Circumnavigated Fairyland in a Ship of Her Own Making (textos de Catheryne M. Valente), Feiwel & Friends, USA
- 2011, The Pet Shop Revolution, Arthur Levine Books, USA
- 2011, Snowhite (traducción de Antonella Lami et Bill Dodd), #logosedizioni, Italia
- 2011, Sorelle (textos de Matz Mainka, traducción de Antonella Lami), #logosedizioni, Italia
- 2011, Cartoline Ana Juan, #logosedizioni, Italia
- 2011, Wakefield (textos de Nathaniel Hawthorne, traducción de María José Chuliá), Nørdica Libros, España
- 2012, Promesse (textos de Matz Mainka), #logosedizioni, Italia
- 2012, Demeter (textos de Bram Stoker, traducción de Antonella Lami), #logosedizioni, Italia
- 2012, The Girl Who Fell Beneath Fairyland and Led the Revels There (textos de Catheryne M. Valente), Feiwel & Friends, USA
- 2013, The Girl Who Soared Over Fairyland and Cut the Moon in Two (textos de Catheryne M. Valente), Feiwel & Friends, USA
- 2013, Carmilla (textos de Sheridan Le Fanu, traducción de Juan Elías Tovar Cross), Fondo de cultura económica, México
- 2013, Otra vuelta de tuerca (textos de Henry James, traducción de José Bianco), Galaxia Gutenberg, España
- 2014, Mi querida Babel (música y textos de Juan Pablo Silvestre, concepto de Oscar Mariné), La mano cornutta, España
- 2014, Ana Juan. Catalogo, #logosedizioni, Italia
- 2015, Carmilla (textos de Sheridan Le Fanu, traducción de Francesca Del Moro), #logosedizioni, Italia
- 2015, Lacrimosa (textos de Matz Mainka), #logosedizioni, Italia
- 2015, The Boy Who Lost Fairyland (textos de Catheryne M. Valente), Feiwel & Friends, USA

- 2016, Hermanas (textos de Matz Mainka), Edelvives, España
- 2016, Frida (textos de Jonah Winter, traducción de Fabio Regattin), #logosedizioni, Italia
- 2017, El hombre del traje negro (textos de Stephen King, traducción de Íñigo Jáuregui), Nørdica Libros, España
- 2018, Pelea como una chica (textos de Sandra Sabates), Editorial Planeta, España
- 2019, Anna dei miracoli (traducción de Valentina Vignoli), #logosedizioni (en colaboración con CBM Italia), Italia
- 2019, Un milagro para Helen, Libros del zorro rojo, España
- 2019, Otra vuelta de tuerca (textos de Henry James, traducción de José Bianco), Lunwerg, España
- 2020, La vida secreta de los gatos (textos de Marta Sanz), Lunwerg, España
- 2020, L’uomo vestito di nero (textos de Stephen King, traducción de Silvia Fornasiero), Sperling & Kupfer, Italia
- 2020, Ortigas a manos llenas (textos de Sara Mesa), librerías de La Conspiración de la Pólvora, Editorial La uÑa RoTa, Editorial Delirio, La Moderna editora, España
- 2020, Revolución en la tienda de animales, Baobab, Planeta, España
- 2021, La vita segreta dei gatti (textos de Marta Sanz, traducción de Federico Taibi), #logosedizioni, Italia

## Portadas de libros
- 2006, La casa de los espíritus, de Isabel Allende, Debolsillo, España
- 2006, Retrato en sepia, de Isabel Allende, Debolsillo, España
- 2006, Mi país inventado, de Isabel Allende, Debolsillo, España
- 2011, Inés del alma mía, de Isabel Allende, Random House Mondadori, España
- 2011, El cuaderno de Maya, de Isabel Allende, Random House Mondadori, España
- 2011, La suma de los días, de Isabel Allende, Plaza & Janes Editores, España
- 2011, Hija de la fortuna, de Isabel Allende, Random House Mondadori, España
- 2011, La isla bajo el mar, de Isabel Allende, Random House Mondadori, España
- 2012, Amor, de Isabel Allende, Plaza & Janes Editores, España
- 2012, Cuentos de Eva Luna, de Isabel Allende, Plaza & Janes Editores, España
- 2015, Paula / La suma de los días, de Isabel Allende, Debolsillo, España
- 2017, Paula, de Isabel Allende, Debolsillo, España
- 2018, Eva Luna, de Isabel Allende, Debolsillo, España
- 2019, El plan infinito, de Isabel Allende, Debolsillo, España
- 2020, El libro de los anhelos, de Sue Monk Kidd, Ediciones B, España
- 2020, De amor y de sombra, de Isabel Allende, Plaza & Janes Editores, España

## Portadas paraThe New Yorker
- 13 de julio de 1998, New Yorker July 13th, 1998
- 2 de agosto de 1999, City in Mourning
- 31 de julio de 2000, A Star is Born
- 2 de octubre de 2000, Page-turner
- 4 de marzo de 2002, Let the Fur Fly
- 16 de septiembre de 2002, Dawn Over Lower Manhattan
- 14 de abril de 2003, Action
- 2 de febrero de 2004, Huddling for Warmth
- 10 de mayo de 2004, Open Wound
- 27 de septiembre de 2004, Brought to Heel
- 13 y 20 de junio de 2005, Début on the Beach
- 12 de septiembre de 2005, Requiem
- 3 de marzo de 2008, Fading
- 10 de marzo de 2008, Blossoms
- 1 de septiembre de 2008, Object of Desire
- 8 de febrero de 2010, Baby, it’s Cold Outside
- 29 de marzo de 2010, Homage
- 12 de septiembre de 2011, Reflections
- 25 de marzo de 2013, Art and Architecture
- 27 de mayo de 2013, Defiance[16]
- 24 de marzo de 2014, Metamorphosis[17]
- 19 de enero de 2015, Solidarité[18]
- 19 y 26 de diciembre de 2016, Yule Dog[19]
- 8 de octubre de 2018, Unheard[20]

## Otros proyectos
2002, Cartel de la película A Snake of June, de Kayju Teather y Shinya Tsukamoto, Japón
2002, Portada Venti4 Magazine Imperi dei sensi
2006, Cartel del Latin Beat Film Festival
2006, Cartel de la Feria del Libro de Madrid
2007, Cartel del Latin Beat Film Festival
2008, Cartel del Latin Beat Film Festival
2010, Cartel del Latin Beat Film Festival
2011, Cartel para la Campaña fomento de la lectura, Fundació Bromera
2012, Cartel del Cirque Jules Verne, Saison Équestre 2012–13
2012, Isabel Allende slipcase, Random House Mondadori
2013, Cartel del Latin Beat Film Festival
2020, Tarot Cats, Fournier
2020, Cartel del XXIX Festival Internacional en el Camino de Santiago